# 万达瓦西
万达瓦西（Vandavasi），是印度泰米尔纳德邦Tiruvanamalai县的一个城镇。总人口29612（2001年）。

## 人口
该地2001年总人口29612人，其中男性14474人，女性15138人；0—6岁人口3298人，其中男1687人，女1611人；识字率74.55%，其中男性为81.04%，女性为68.34%。